# La Sargantain
La Sargantain es una pintura al óleo realizada por Ramón Casas en 1907 en Barcelona y que actualmente se expone en la colección del Círculo del Gran Teatro del Liceo de Barcelona.
Hacia el 1905, Casas conoció a una joven de 18 años, de procedencia modesta, con la que estableció la única relación sentimental estable que se le conoce y con la que acabaría casándose en 1922. La atracción que en los inicios de la relación tuvo que sentir el pintor hacia esta joven, llamada Julia Peraire, queda soberbiamente reflejada en la obra que comentamos, sin duda la pintura más sensual de toda su trayectoria artística.
Con el cambio de siglo y especialmente tras el éxito rotundo que cosechó Casas con su exposición individual celebrada en la Sala Parés en 1900, su producción se centró preferentemente en el retrato, género con el que había debutado en el entonces ya lejano Salon des Champs-Élysées de París de 1883 y que cultivaría el resto de su vida. Los retratos de este largo periodo continúan evidenciando la especial dotación de este artista, tanto para representar los rasgos fisonómicos del personaje en cuestión, que en la mayoría de los casos eran mujeres de la burguesía catalana, como su facilidad para captar la atmósfera. Al mismo tiempo, en La Sargantain se manifiestan de nuevo también sus extraordinarios dotes de colorista en el valiente tratamiento del amarillo intenso del vestido que insinuándo se recoge en la falda la chica.
Sin embargo, en aquel tiempo, el modernismo llegaba a su fin y, en consecuencia, aquellos artistas que, como Casas, lo habían liderado pasaban a la retaguardia del arte catalán. La nueva situación del pintor en el panorama artístico catalán se acusó lógicamente en su obra, que a menudo sufre de un cierto convencionalismo.
El cuadro obtuvo el premio que concedía el Círculo del Liceo en un certamen internacional, lo que conllevaba que la pieza pasara a formar parte de dicha entidad.